# Mírovice
Mírovice (něm. Mirowitz) je vesnice ležící ve středu Středočeského kraje na severní hranici s Prahou, v okrese Praha-východ a spadá pod obec Veleň. Od Veleně jsou Mírovice vzdáleny asi půl kilometru jihozápadním směrem.

## Historie
První písemná zmínka o Mírovicích pochází z roku 1439. Za třicetileté války byly Mírovice zpustošeny.

## Osobnosti
- František Pokorný, herec a ředitel Stavovského divadla (1854–1858 a 1859–1862) a Prozatímního divadla (1862–1864).

## Památky
- kaplička na návsi
- památník padlým ve světové válce
- boží muka